# Werewords
Werewords — настільна гра для 4-10 гравців, розроблена Тедом Альспачем і видана компанією Bézier Games у 2017 році. Гравці відгадують секретне слово, ставлячи запитання. На початку гри випадково призначаються різні ролі. Селяни намагаються відгадати магічне слово до закінчення часу, тоді як перевертні намагаються їх заплутати.
Делюкс-видання було випущено через платформу Kickstarter. Німецька версія гри, Werwörter, була номінована на премію Spiel des Jahres у 2019 році.

## Ігровий процес
У Werewords гравці спочатку отримують свої секретні ролі: селяни або перевертні. Потім гравці ставлять запитання меру, щоб відгадати секретне слово до закінчення часу. Перевертні намагаються збити з пантелику інших гравців у їхньому пошуку магічного слова. Якщо селяни не встигають відгадати слово вчасно, вони все ще можуть перемогти, виявивши хоча б одного перевертня.
Щоб допомогти селянам, один з гравців є провидцем, який знає слово, але не повинен бути занадто очевидним, допомагаючи їм його відгадати; якщо слово відгадано, перевертні можуть перемогти, виявивши провидця.
Дизайн та атмосфера Werewords взяті з оригінальної гри Мафія, удосконаленої Тедом Альспачем у відомій версії Ultimate Werewolf. Доступний додаток для смартфонів, який надає слова для гри.

## Випуск та відгуки
Werewords була вперше випущена у 2017 році. Делюкс-версія у 2018 році була продана через Kickstarter, де близько 2 400 спонсорів внесли майже 100 000 доларів під час кампанії.
Werewords була номінована та перемогла у категорії «Найкраща паті-гра» на премії Golden Geek 2017 року.
Німецька версія Werewords, Werwörter, була номінована на премію Spiel des Jahres у 2019 році.